# Šachový turnaj v New Yorku roku 1924

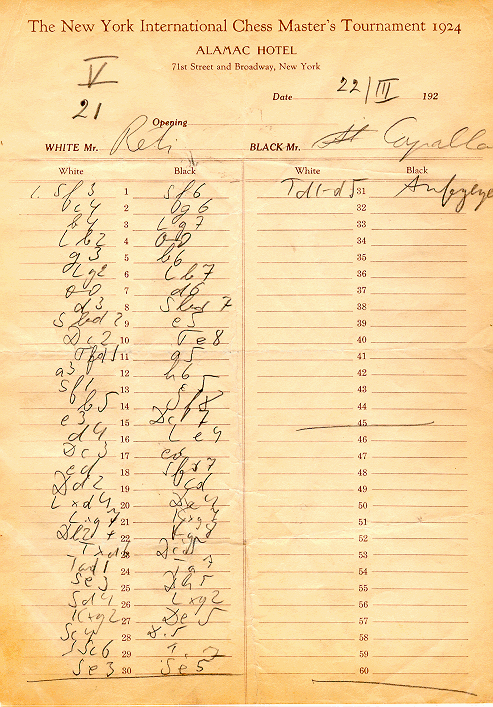
Partiář z utkání Réti vs. Capablanca.

Šachový turnaj v New Yorku, který se konal ve dnech 16. 3. – 17. 4. 1924, byl jedním z nejslavnějších a nejlépe obsazených turnajů v šachové historii.

## Obsazení
Turnaje se účastnila v podstatě kompletní tehdejší světová šachová špička. Nechyběli ani stávající mistr světa Capablanca, exmistr světa Lasker a stále se zlepšující Aljechin. Netrpělivě se čekalo na výsledek boje mezi klasickou šachovou školou reprezentovanou např. Laskerem, Capablancou, Maróczym a moderním pojetím reprezentovaným Aljechinem, Bogoljubovem a Rétim. Turnaj měl též dát najevo, kdo by se měl stát příštím vyzývatelem mistra světa Capablanky.

## Systém turnaje
Hrálo celkem 11 hráčů každý s každým 2 partie – jednou bílými, jednou černými. Zajímavostí bylo, že se vždy losovalo, které kolo se bude zrovna hrát, a tak nikdo neznal jméno soupeře (a ani barvu svých kamenů), s nímž se zrovna utká, dopředu. Mohlo se tedy stát, že se například utká s nejsilnějšími soupeři hned na začátku turnaje nebo ke konci či že z posledních šesti partií bude pět hrát černými kameny, jak se to stalo československému velmistru Rétimu.

## Průběh turnaje
Za jasného favorita turnaje byl považován tehdejší suverénní José Raúl Capablanca, který již celých osm let neprohrál jedinou partii (naposledy právě v New Yorku 8. 2. 1916) a měl pověst neporazitelného šachisty se strojově přesnou hrou. Již 54letý exmistr světa Emanuel Lasker si dělal ambice dokázat, že ztráta mistrovského titulu v roce 1921 právě s Capablankou byla zaviněna především podmínkami na Kubě, kde se zápas odehrával, a že jeho hra nezaznamenala pokles výkonnosti. Alexandr Aljechin zase potřeboval ukázat, že jeho snahy utkat se o titul mistra světa s Capablankou jsou oprávněné. Československý velmistr Richard Réti chtěl v této konkurenci otestovat svoje moderní šachové ideje a novinky.
Turnaji nakonec překvapivě dominuje už (i pro svůj věk) zatracovaný Lasker a vítězí ve velkém stylu o jeden a půl bodu před druhým Capablankou (s nímž jediným prohrává partii), a dokonce o 4 body před třetím Aljechinem. Úspěchu se však dočkává i Réti, který svými moderními postupy vítězí nad Yatesem, Eduardem Laskerem a nad Bogoljubovem v partii, která je poté oceněna první cenou za krásu. Největší senzací turnaje je však jeho vítězství v 5. kole nad dosud neporazitelným Capablankou. Po 13. kole Réti dokonce celý turnaj vede. Ke konci však přichází polevení, ale i tak se nakonec umisťuje na skvělém 5. místě.
Výsledná tabulka turnaje:
| Jméno                   | Země     | 1  | 2  | 3  | 4  | 5  | 6  | 7  | 8  | 9  | 10 | 11 | Body |
| ----------------------- | -------- | -- | -- | -- | -- | -- | -- | -- | -- | -- | -- | -- | ---- |
| 1. Emanuel Lasker       | Německo  | ** | =0 | 1= | =1 | 11 | 11 | 11 | =1 | =1 | =1 | 11 | 16   |
| 2. José Raúl Capablanca | Kuba     | =1 | ** | == | == | 01 | =1 | 11 | 11 | 1= | =1 | =1 | 14,5 |
| 3. Alexandr Aljechin    | Francie  | 0= | == | ** | == | 10 | 1= | == | == | 11 | == | 11 | 12   |
| 4. Frank Marshall       | USA      | =0 | == | == | ** | =1 | =0 | 01 | =0 | =1 | 1= | 11 | 11   |
| 5. Richard Réti         | ČSR      | 00 | 10 | 01 | =0 | ** | == | 01 | 11 | 10 | 10 | 11 | 10,5 |
| 6. Géza Maróczy         | Maďarsko | 00 | 0= | == | 10 | == | ** | 01 | == | 11 | =1 | 10 | 10   |
| 7. Jefim Bogoljubov     | SSSR     | 00 | 00 | == | 10 | 10 | 10 | ** | 01 | 11 | =1 | 01 | 9,5  |
| 8. Savielly Tartakower  | Polsko   | 0= | 00 | == | 01 | 00 | == | 10 | ** | 10 | =0 | =1 | 8    |
| 9. Frederick D. Yates   | Anglie   | =0 | =0 | 00 | =0 | 01 | 00 | 00 | 01 | ** | 11 | =1 | 7    |
| 10. Edward Lasker       | USA      | =0 | =0 | == | 0= | 01 | =0 | =0 | =1 | 00 | ** | 0= | 6,5  |
| 11. David Janowski      | Francie  | 00 | =0 | 00 | 00 | 00 | 01 | 10 | =0 | =0 | 1= | ** | 5    |

## Důsledky turnaje
Výsledek turnaje otřásl jak mýtem o Capablankově neporazitelnosti, tak i Capablankou samotným. Rok na to byl zasažen další ranou, když na velkém turnaji v Moskvě skončil až třetí – znovu za Laskerem – a prohrál hned několik partií. V tomto roce Aljechin vyhrál na turnaji v Baden-Badenu, kde však Lasker ani Capablanca nestartovali. K tehdejší situaci se vyjádřil Tartakower slovy: „Capablanca má titul, Lasker výsledky a Aljechin styl mistra světa.“ Lasker usiloval o uspořádání odvetného zápasu, v němž by se mohl pokusit získat svůj ztracený titul zpět, ale nepodařilo se mu získat finanční podporu na splnění tzv. londýnského protokolu, který zavazoval vyzývatele složit částku 10 000 dolarů. Na tuto dohodu její iniciátor Capablanca paradoxně později sám doplatil, když ji na něj uplatňoval Aljechin. Svoje výsadní postavení Capablanca znovu získal po opět skvěle obsazeném turnaji v New Yorku v roce 1927, kde zvítězil v impozantním stylu.
O turnaji napsal Alexandr Aljechin jednu z nejznámějších knih šachové literatury s ceněnými pečlivými rozbory partií, což hrálo jednu z hlavních rolí jeho úspěchu proti Capablankovi v roce 1927. Po stránce šachové teorie turnaj velkou měrou přispěl k prosazení moderní školy a zejména Rétiho idejí. Ve svém vlastním zahájení podlehl pouze Laskerovi.